# Willemijn Bos
Willemijn Bos (Paterswolde, 2 mei 1988) is een Nederlands hockeyster die als verdediger speelt.
Bos speelde van 2008 tot 2016 voor MHC Laren. Daarvoor kwam ze uit voor GHHC Groningen, waarnaar ze in 2016 terugkeerde. In 2011 debuteerde ze in het Nederlands team waarmee Bos in 2011 Europees kampioen werd en de Champions Trophy won. Ze maakte deel uit van de selectie voor de Olympische Zomerspelen 2012 maar scheurde enkele dagen voor de spelen haar voorste kruisband en werd vervangen door Caia van Maasakker. Bos speelde wel op de Olympische spelen van Rio. Direct na de spelen, waar zij een zilveren medaille won, maakte ze bekend weer clubhockey bij GHHC te gaan spelen.

## Erelijst
- Europees kampioenschap hockey vrouwen 2011
- Champions Trophy vrouwen 2011
- EuroHockey Club Champions Cup 2012
- Wereldkampioenschap hockey vrouwen 2014
- Champions Trophy 2016 te Londen (Verenigd Koninkrijk)
- Olympische Spelen in Rio de Janeiro